# 夜線

2018年1月至2025年3月期間使用的舊標誌。

《夜線》（英語：Nightline，或稱）是美國廣播公司（ABC）的播出的深夜新聞節目。在每週一至週五晚間播出，通常每期時長31分。在2002年，夜線被選為TV Guide最偉大50個電視節目中的第23名。夜線在美國以外的地區也有通過互聯網或電視進行播出。

## 外部連結
- Nightline website （页面存档备份，存于）
- Nightline Official Twitter Page （页面存档备份，存于）
- Nightline Official Facebook Page （页面存档备份，存于）
- ABC Medianet Website（页面存档备份，存于）
- Nightline Story on Spam Arrest （页面存档备份，存于） & Hormel Trademark Battle
- 互联网电影数据库（IMDb）上《Nightline》的资料（英文）
- YouTube上的Nightline劇集